# Triphaenopsis cinerescens
Triphaenopsis cinerescens är en fjärilsart som beskrevs av Butler 1885. Triphaenopsis cinerescens ingår i släktet Triphaenopsis och familjen nattflyn. Inga underarter finns listade i Catalogue of Life.